# Khu bảo tồn thú săn Selous
Khu bảo tồn thú săn Selous là một khu vực được bảo vệ nằm ở miền nam Tanzania. Với tổng diện tích 50.000 km2 (19.000 dặm vuông Anh) và một vùng đệm bổ sung, nó đã được UNESCO công nhận là Di sản thế giới từ năm 1982 do sự đa dạng của hệ động vật hoang dã và thiên nhiên không bị xáo trộn. Đây là môi trường điển hình của cây Miombo là nơi sinh sống của nhiều loài động vật hoang dã quý hiếm và bị đe dọa như Voi đồng cỏ châu Phi, Tê giác đen trung nam, Hà mã, Sư tử, Chó hoang Đông Phi, Trâu rừng châu Phi, Hươu cao cổ Masai, Ngựa vằn đồng bằng và Cá sấu sông Nin. Trong khu vực không có bất kỳ một khu định cư nào của con người và tất cả hoạt động ra vào của con người được kiểm soát nghiêm ngặt bởi Phòng Động vật hoang dã thuộc Bộ Tài nguyên và Du lịch Tanzania.
Tên của nó được đặt theo Frederick Selous, một thợ săn chuyên nghiệp và nhà bảo tồn, nhà thám hiểm qua đời ở Beho Beho nằm trong khu vực này vào năm 1917 khi chiến đấu chống lại lực lượng Schutztruppe của Quân đội Đức ở châu Phi trong Chiến tranh thế giới lần thứ nhất. Trước đó, nhà thám hiểm người Scotland và là người vẽ bản đồ Alexander Keith Johnston cũng đã qua đời tại Beho Beho vào năm 1879 khi đang dẫn đầu một đoàn thám hiểm của Hiệp hội Địa lý Hoàng gia Anh đến Hồ Lớn của Châu Phi cùng với Joseph Thomson.